# Bellevue (Brest)
Pour les articles homonymes, voir Bellevue.
 (août 2011).
Si vous disposez d'ouvrages ou d'articles de référence ou si vous connaissez des sites web de qualité traitant du thème abordé ici, merci de compléter l'article en donnant les références utiles à sa vérifiabilité et en les liant à la section « Notes et références ».
Le quartier de Bellevue (B2, Brest II ou la ZUP) est un quartier de la ville de Brest. Le quartier dispose notamment d'une mairie de quartier, une piscine et un collège public (Joséphine Baker) (Ex-Kerhallet), une patinoire (Rïnkla Stadium), des écoles élémentaires dans chaque secteur et un pôle commercial avec la Place Napoléon III (Bellevue-Centre). 9230 personnes habitent dans le parc social, 8500 personnes dans le parc privé (dont 1200 en maisons individuelles), 9 logements sur 10 se trouvent dans des immeubles collectifs.

## Composition
Le quartier est décomposé en sous-quartiers : Bellevue-centre, Le Bergot, Kerbernier, Kerhallet, Quizac, Kergoat, Lanrédec et Le Bouguen.

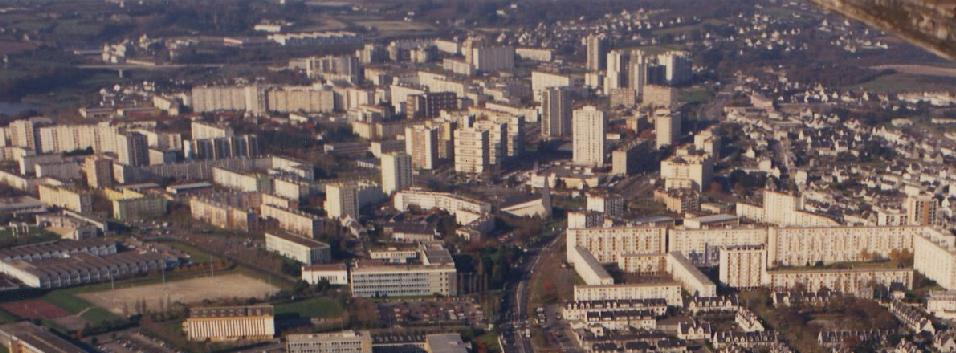
Vue générale de la ZUP de Brest 2, quartier de Bellevue. En haut à gauche Kerhallet-Quizac, à droite Le Bergot, au centre les tours de l'avenue de Tarente (Bellevue-Centre), en bas à gauche Kergoat et à droite Kerbernier.

## Historique
La fin des années 1950 voit les préoccupations des élus brestois tournées vers le relogement « en dur » des habitants des baraques, construites dans l'urgence à la suite des dégâts de la Seconde Guerre mondiale. Les élus voulaient également la création d'un centre universitaire. La décision est prise, dès 1957, d’implanter sur le plateau du Bouguen un Collège Scientifique Universitaire. C'est ce double aspect qui permet au Député-Maire de l'époque, Georges Lombard, d'obtenir la création d'une zone à urbaniser en priorité (ZUP). Le conseil municipal donne son avis favorable à la fin des années 1950. L'histoire de Brest II, ville nouvelle, commence.
Le principe adopté par l'architecte, Henri Auffret, est le suivant : autour d'un centre principal, Bellevue, conçu pour répondre aux besoins d'une ville nouvelle avec de nombreux équipements au service du public (mairie annexe, bibliothèque, patinoire....), s'articulent les quartiers périphériques pourvus de quelques équipements de base (groupes scolaires et petits centres commerciaux). Le chantier va s'étendre sur une période de 20 ans (1958-1977) sur une surface de 180 hectares.
Henry Auffret souhaitait un quartier d'habitat mixte pour éviter un phénomène qui touchait déjà d'autres villes de France, la sarcellite, terme inventé par une journaliste des années 1950 pour désigner les erreurs commises avec les grands ensembles à Sarcelles. Dans presque tous les quartiers (excepté pavillonnaires) les HLM cohabitent avec des sociétés privées, principalement SNI (Société Nationale Immobilière) permettant un brassage des populations et évitant l'exclusion trop marquée.
L'architecte voulait une zone où béton et végétation cohabiteraient dans un même ensemble, pour un quartier agréable à vivre (proximité de la Penfeld et des rives).
Les quartiers de Kerbernier, Kergoat, Aquitaine et Kerhallet sont dits de première génération (caractérisés par urbanisme de longues barres horizontales ou tours, sans recherche architecturale). Bellevue centre et les Bahamas sont considérés comme étant des logements de deuxième génération.

L'avenue de Tarente à Bellevue à Brest en 2018

## Kerbernier, premier quartier de laZUP
Le 10 mai 1958, Gaston Monnerville, président du Conseil de la République, posait la première pierre de la cité de Kerbernier, ensemble de 714 logements.
Nombre de ces « pionniers » vivaient jusqu'alors en baraques au Bouguen et, pour eux, le changement fut considérable. Ces appartements neufs et modernes étaient très confortables. Pourtant, beaucoup regrettèrent la vie en baraques : le privilège d'avoir sa propre maison et son jardin, la profonde solidarité entre voisins et, surtout, le coût du loyer quasiment symbolique. Pendant plusieurs années, l'ambiance à Kerbernier fut excellente : beaucoup d'habitants se connaissaient déjà au Bouguen. Ajoutons que la rareté des téléviseurs favorisait alors les rapports humains.

### La vie s'organise
Les premiers temps, il fallut organiser la vie quotidienne, il n'y eut pas de commerces rue Langevin avant l'installation de la Coop en 1961. L'absence d'administrations sur le quartier fut aussi un handicap, d'autant plus remarquable qu'on les trouvait toutes auparavant en baraques. En ce qui concerne les loisirs, la proximité de la campagne favorisait les promenades et pique-niques dominicaux jusqu'aux rives de Penfeld ou à Kervallon. Une fois l'an, aux environs de Pâques, la fête foraine avec ses auto-tamponneuses s'installait rue de Cornouaille, le feu de la Saint-Jean aménagé à l'emplacement actuel du Netto était un événement attendu au même titre que la course cycliste du Bouguen.
Les enfants pouvaient chaque jeudi se rendre au patronage de l'école Saint-Yves ou au patronage laïque de Lambézellec selon les affinités de leurs parents. Des promenades en car, des projections de films et d'autres activités leur étaient proposées.

### Des vices de construction
Pourtant, à la fin des années 1970, et sous la pression d'un collectif d'habitants qui milite pour l'arrêt du « tout béton » et l'amélioration du cadre de vie, s'engage dès 1978, sous l'impulsion du Maire de l'époque, Francis Le Blé, le programme de dédensification de la Zup avec la récupération de 5 à 7 hectares de terrain pour réaliser des aires de jeux, une maison de l'enfance, des centres sociaux mais aussi un cinéma et l'aménagement des Rives de Penfeld.
En attendant, à Kerbernier, les véritables difficultés de l'époque furent liées aux vices de construction ou de conception des logements. La non-étanchéité des portes-fenêtres et l'absence de volets provoquaient des infiltrations d'eau régulières ; le chauffage n'était autorisé que cinq mois par an. La plupart de ces défauts s'arrangèrent progressivement, le plus souvent à l'amiable. D'autres, en revanche nécessitèrent des procédures longues et complexes (8 ans de procès pour obtenir le réfection des portes-fenêtres). Mais les progrès les plus significatifs n'intervinrent qu'en 1988 lorsque l'OPAC (actuel Brest Métropole Habitat) décida de la réfection complète de tous les logements de la cité.

### De nos jours, des fragilités
Depuis juillet 2002, le quartier de Lanrédec a été intégré à Bellevue. Il comporte deux secteurs :
- le plus ancien, Traon-Quizac (entre l'école Langevin et Kérinou) : édifié entre les deux guerres dans le cadre de la Loi Loucheur sur les habitations à bon marché(1928)
- et Lanrédec (entre Traon-Quizac et l'avenue Victor Le Gorgeu) : ancienne zone de cultures maraîchères, urbanisée, en 1949, avec la construction d'immeubles sans affectation immédiate (ISAI).

Bellevue garde une bonne image, cependant, des fragilités apparaissent. Des disparités sont de plus en plus marquées entre les différents secteurs de Bellevue. Ces constats nécessitent la mise en œuvre d'une fonction de veille pour anticiper certaines évolutions. Notamment, une attention particulière est à porter sur l'évolution sociale de certains petits secteurs de Bellevue (quartiers HLM de Kerbernier, Kerhallet-Quizac et Kergoat) et dans le domaine éducatif en faveur des enfants et des jeunes.

## Équipements des  sous quartiers

### Bellevue Centre

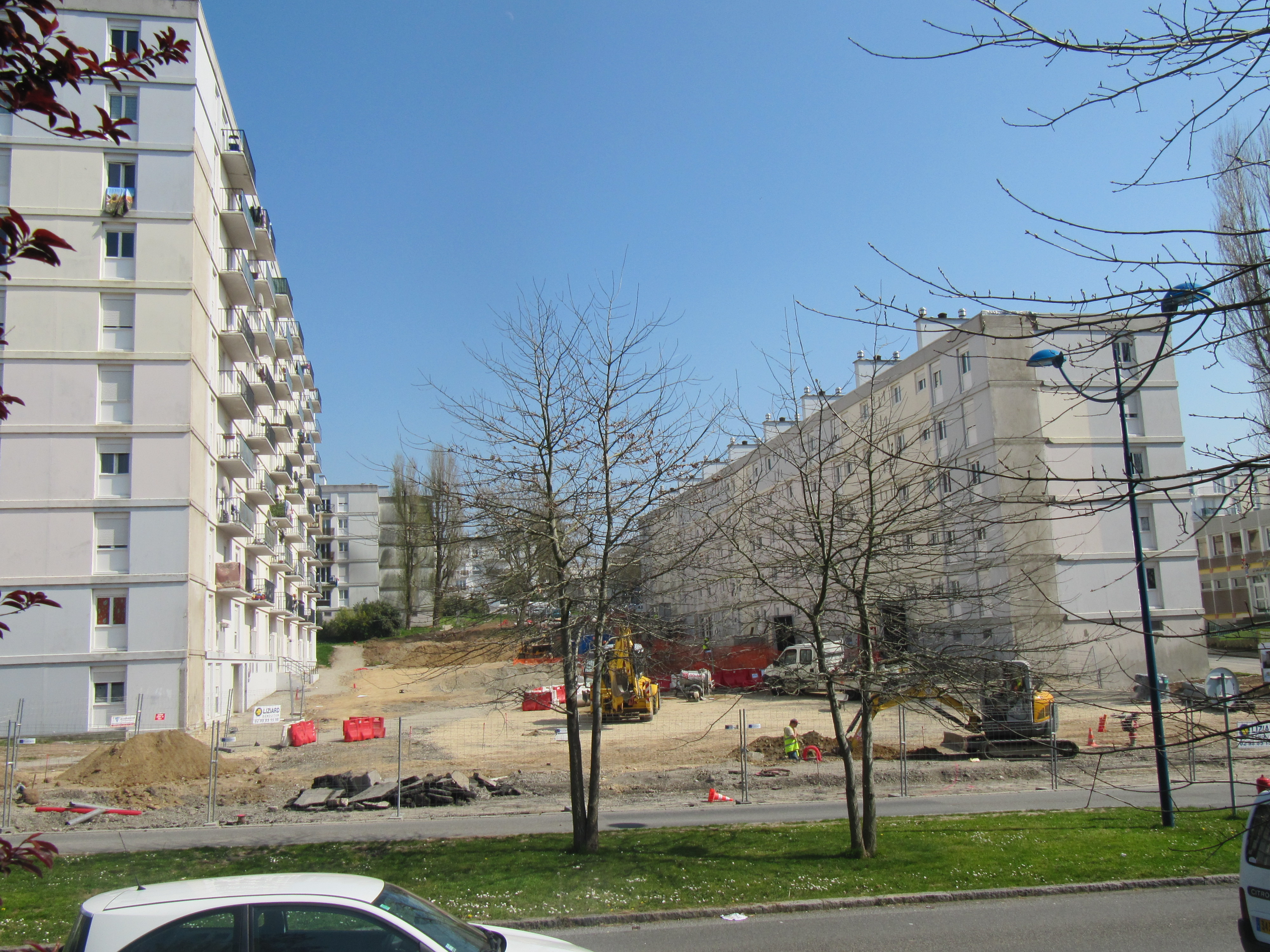
Le square du Béarn 2012.

- Mairie de quartier (mairie annexe de Brest)
- Centre Commercial B2 (Carrefour Market)
- Marché de Bellevue Place Napoléon III le jeudi matin
- Pôle service : mission locale, CPAM du Nord-Finistère, maison pour tous de Bellevue, centre social de Bellevue, crèche collective municipale, médiathèque, poste de police, gymnase, la poste.
- Patinoire Rïnkla Stadium, où s'entraine et joue l'équipe des Albatros.

### Le Bergot
- Crèche Madeleine Porquet
- ESAB (École D'art )
- Centre commercial des Bahamas (Ré-habilité de 2017 à 2021 )
- Complexe sportif de Provence
- le SHOM

### Kerbernier
- Groupe scolaire de Bellevue
- Zone Commerciale Langevin
- Netto de Kerbernier
- Antenne Brest Metropole Habitat Kerbernier (secteur de Kerbernier et Kergoat)

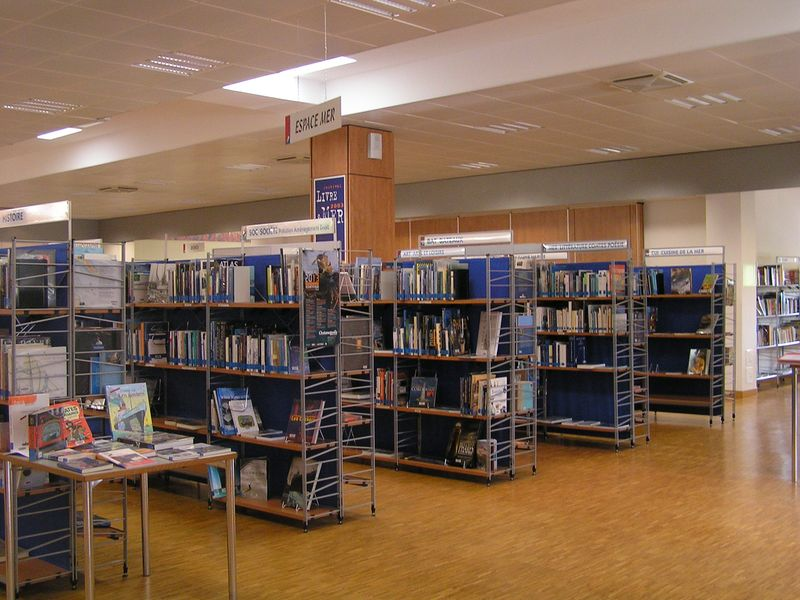
Médiathèque Bellevue

### Kerhallet
- Service public : 7 rue de Vendée (Bâtiment administratif) (Ex- EDF)
- Groupe scolaire et collège public Joséphine Baker ZEP
- Piscine municipale de Kerhallet
- Patronage Laïque du Bergot

### Quizac
- Groupe scolaire de Quizac
- Groupe scolaire privé du Dauphiné
- Centre Commercial Quizac (Secteur commercial détruit à partir de septembre 2024, pour laisser place a la deuxième ligne de tram)
- Antenne Brest Metropole Habitat Dauphiné (secteurs Kerhallet, Quizac, Penfeld, Bergot)

### Kergoat
- Groupe scolaire Auguste Dupouy
- IME Jean Perrin
- Centre commercial de Kergoat
- Cité et restaurant universitaire

### Lanrédec
- Groupe scolaire Langevin (ZEP)
- École Céléstin Freinet (pas de carte scolaire)
- INSPE[5]
- Zone commerciale Langevin
- Gymnase Traon-Quizac

### Le Bouguen
- Université de Bretagne occidentale

### Transports
Les lignes de bus 1 , 4 , 5 , 12 , 13 , deux lignes scolaires 42 et 46 et des lignes de car du réseau brezhgo desservent le quartier. La future ligne de tram de deuxième tranche desservira également le quartier.

## Contexte social

### Contrat urbain de cohésion sociale de 2007
Le Contrat urbain de cohésion sociale signé en 2007 s’inscrit en termes d’enjeux et d’objectifs dans la continuité des précédents contrats de la politique de la ville (Contrats de Ville). L’État, le Département, la Caisse d’Allocations Familiales, Brest métropole océane et les villes de l’agglomération brestoise ont souhaité poursuivre le travail engagé pour mieux coordonner l’ensemble de leur moyen pour agir de manière plus cohérente dans les quartiers et l’agglomération. Ce projet de cohésion sociale urbaine mobilise avant tout les politiques publiques ordinaires dans leur organisation mais aussi leurs moyens financiers. Mais de manière à faciliter l’innovation, la mise en lien, le soutien aux opérateurs de terrain, les signataires du contrat mutualisent une enveloppe annuelle de 990 000 € alimentée par les partenaires du contrat :
Pour l'ensemble de la ville:
- État/Acsé : 460 000 €
- Ville de Brest : 200 000 €
- Brest métropole océane : 100 000 €
- Conseil Général : 150 000 €
- C.A.F. : 80 000 €

D’autres programmes pourront également être sollicités (Fonds interministériel de prévention de la délinquance (FIPD), Ville Vie Vacances etc.) suivant le contenu du projet.
5 domaines prioritaires :
- L’amélioration de la qualité résidentielle des quartiers prioritaires (Kerbernier, Kerhallet-Quizac, Kergoat) et la diversité sociale des territoires ;
- Une action éducative coordonnée pour une meilleure égalité des chances ;
- L’insertion, l’emploi et le développement économique des territoires pour un meilleur accès à l’emploi des habitants ;
- La promotion et l’éducation à la santé pour améliorer le bien être et la qualité de vie des habitants ;
- La prévention de la délinquance, la sécurité et la tranquillité publique.

Objectifs des projets :
- Les projets devront s’inscrire dans leur environnement et dans le temps
- Ils devront favoriser l’écoute et la mobilisation des habitants.
- Ils devront s’inscrire prioritairement dans une logique d’impulsion, d’innovation ou d’expérimentation.
- Les financements pourront être également mobilisés sur des études, évaluations, des formations d’acteurs
- Sur les trois secteurs de Bellevue prioritaires, toutes les actions contribuant aux objectifs du contrat.
- Sur les communes ou l’agglomération : les actions seront soutenues en fonction des publics concernés, de la nature de l’action, des méthodes de conduites de l’action, ou/et de leur impact direct ou indirect sur les quartiers prioritaires.

En 2015, Bellevue devient un quartier prioritaire de la politique de la ville en remplacement du contrat urbain de cohésion sociale

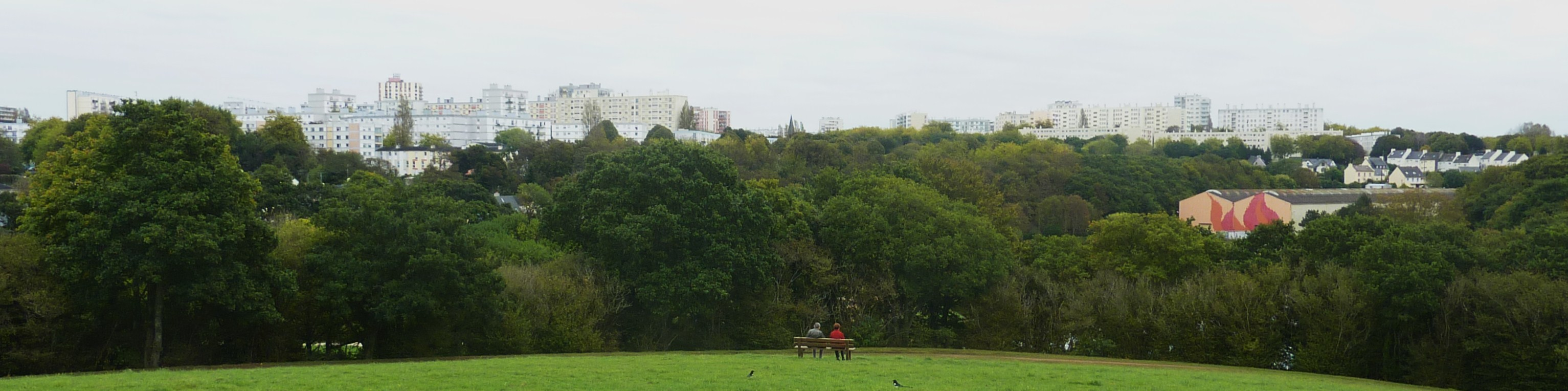
Bellevue vue des abords du pont de la Villeneuve

### Évolution sociale du quartier
L’évolution à la baisse du nombre d’habitants entre 1990 et 1999 confirme celle déjà enregistrée entre 1982 et 1990. La perte de population a été forte entre 1982 et 1990. Cette évolution confirme le vieillissement de la population résidente, en particulier dans le parc privé et dans certains secteurs de BMH. Ce sont principalement les tranches d’âges enfantines et jeunes qui subissent les baisses les plus importantes entraînant en dix ans la fermeture de deux groupes scolaires dans le quartier.
Cependant, le quartier reste jeune. L’âge moyen est inférieur de quatre ans par rapport à la moyenne brestoise mais cette caractéristique s’estompe. La part des 65 ans et plus augmente fortement.
Du point de vue de la composition socio-professionnelle du quartier, on notait une sur-représentation des cadres à sa création. Entre 1982 et 1990, le quartier a perdu 25 % de ses cadres qui en accédant à la propriété ont quitté le quartier. La population de la Marine nationale est également en net recul dans le parc de la SNI. Ce sont aujourd’hui les ouvriers et employés qui sont prédominants dans la population de Bellevue. Du fait de la présence de l’université, les étudiants résidant à Bellevue sont également nombreux. Les retraités sont sous-représentés par rapport à l’ensemble de Brest, mais leur part ne cesse d’augmenter.
Des disparités sont de plus en plus marquées entre les différents secteurs du quartier. L’augmentation de la précarité se ressent fortement dans les micros quartiers à l’exception de Lanrédec et Bellevue-centre. 31 % des enfants de Bellevue vivent dans une famille sous le seuil de bas revenus, 8 points de plus que la ville de Brest. Le taux dépasse même parfois les 40 %. Le nombre de familles monoparentales augmente de manière sensible, notamment sur le quartier de Kerbernier où elles représentent 21 % des familles allocataires à la CAF.
Les écoles de Dupouy (dans le secteur Kergoat) et de Bellevue (dans le secteur de Kerbernier) ont une sur représentation de la tranche no 1 des quotients familiaux (la tranche no 1 correspondant à un quotient familial le plus bas et inférieur à 350 € donnant droit, à Brest, à la gratuité de la restauration scolaire).

### Quelques chiffres
| Quartiers       | Bénéficiaires du RMI (en nombre de ménages)      | Répartition du chômage                                                                    | Répartition des logements sociaux (BMH, Brest Métropole Habitat, ex. OPAC et sociétés d'économies mixte) |
| Bellevue-Centre | 38                                               | 13 à 17 % (environ 150 personnes recensées)                                               | 282/1250 logements au total soit 15 à 30 % du parc                                                       |
| Le Bergot       | 111                                              | 17 à 22 % (environ 300 personnes recensées)                                               | 485/1490 logements au total soit 30 à 55 % du parc                                                       |
| Kerbernier      | 173                                              | 22 à 30 % (environ 400 personnes recensées)                                               | 1021/1603 logements au total soit 55 à 100 % du parc                                                     |
| Kerhallet       | 76                                               | 17 à 22 % (environ 250 personnes recensées)                                               | 514/821 logements au total soit 55 à 100 % du parc                                                       |
| Quizac          | 129                                              | 22 à 30 % (environ 400 personnes recensées)                                               | 759/1253 logements au total soit 55 à 100 % du parc                                                      |
| Kergoat-Ouest   | 103                                              | 22 à 30 % (environ 250 personnes recensées)                                               | 426/924 logements au total soit 30 à 55 % du parc                                                        |
| Kergoat-Est     | 71                                               | 13 à 17 % (environ 250 personnes recensées)                                               | 786/1116 logements au total soit 55 à 100 % du parc                                                      |
| Lanrédec        | 38                                               | Moins de 10 % (environ 60 personnes recensées)                                            | 4/989 logements au total soit de 0 à 5 % du parc                                                         |
| BREST           | 3759 soit environ 5 % de la population brestoise | Moins de 10 % (environ 11 300 personnes recensées soit 7,58 % de la population brestoise) | 15965/80 875 logements au total soit 19,7 % du parc brestois                                             |

Sources: site de la ville de Brest
Les chiffres ci-dessus ne reflètent pas la réalité des grands ensembles HLM (Kerbernier, Kerhallet-Quizac parfois associé au Bergot, Kergoat), les bailleurs privés ou d'économies mixte des quartiers étant également comptabilisés dans le tableau ci-dessus.

#### Revenus annuels des habitants par quartiers en 2003 et 2006
On peut observer qu'en moyenne les revenus à Kergoat sont en décroissances mais restent très proches de ceux de Kerhallet,Quizac/Bergot. Lanrédec est en tête (quartier pavillonnaire) alors que Kerbernier est en queue de peloton malgré une très légère amélioration.

#### Chiffres de l'observatoire social de Brest Métropole Océane de 2008 (Bellevue quartiers prioritaires, Kerbernier à part)
|                                                             | Bellevue | Bellevue | Kerbernier | Kerbernier |
| Taux                                                        | Rang     | Taux     | Rang       |            |
| Ouvriers non qualifiés                                      | 15 %     | 9        | 19 %       | 6          |
| Demandeurs d'emploi employés ou ouvriers non qualifiés      | 34 %     | 8        | 38 %       | 5          |
| Demandeurs d'emploi de moins de 25 ans                      | 25 %     | 5        | 27 %       | 3          |
| Population CAF couverte par les minima sociaux (2007)       | 24 %     | 9        | 28 %       | 7          |
| Bénéficiaires de la CMU dans l'ensemble des assurés sociaux | 14 %     | 10       | 25 %       | 3          |
| Population CAF sous seuil bas revenus                       | 47 %     | 11       | 54 %       | 8          |